# Cepelinai
Cepelinai ([t͡sʲɛpʲɛˈlʲinɐɪ̯]; al singolare: cepelinas) chiamati anche didžkukuliai è uno dei piatti nazionali della Lituania. I cepelinai, parola che è la traduzione lituana di Zeppelin, sono una preparazione a base di patate grattugiate ripiene di carne trita oppure di formaggio.
Tradizionalmente vengono preparati nei giorni festivi e vengono serviti con salsa a base di panna acida o crostini di pancetta.